# Melikov
Melikov [mélikov] je priimek več oseb:
- Mihail Tarielovič Loris-Melikov, ruski general
- Vladimir Arsenevič Melikov, sovjetski general